# カロリーネ・フォン・オラニエン＝ナッサウ＝ディーツ
カロリーネ・フォン・オラニエン＝ナッサウ＝ディーツ（ドイツ語：Karoline von Oranien-Nassau-Diez, 1743年2月28日 - 1787年5月6日）は、ナッサウ＝ヴァイルブルク侯カール・クリスティアンの妃。ルクセンブルク大公アドルフ（元はナッサウ公）の曾祖母に当たる。オランダ語名はカロリーナ・ファン・オラニエ＝ナッサウ（Carolina van Oranje-Nassau）。

## 生涯
オラニエ公ウィレム4世と妃アンナの娘として、レーワルデンで誕生した。ウィレム5世は同母弟である。父ウィレム4世が1751年に急死した際、ウィレム5世はわずか3歳であったため、母アンナが摂政を務めた。しかしアンナも1759年に死去したため、父ウィレム4世の生母でカロリーネの祖母であるマリア・ルイーゼが摂政となった。マリア・ルイーゼが1765年に死去したとき、22歳になろうとしていたカロリーネが代わって弟の摂政を務め、ウィレム5世が18歳の成年に達した1766年に摂政の座を降りた。
カロリーネは教養ある女性で、特に音楽に秀でており、ピアノを演奏し歌ったという。幼いモーツァルトをハーグへ招き、モーツァルトはカロリーネのために6つのピアノソナタを作曲した。モーツァルトは20歳になった1777年に再びカロリーネの元を訪問し、ナッサウ＝ヴァイルブルク侯の居城があるキルヒハイムボーランデンで演奏会を開いた。

## 子女
1760年3月、祖母マリア・ルイーゼが摂政を務めていた時期に、ナッサウ家別系統のナッサウ＝ヴァイルブルク侯カール・クリスティアンと結婚し、16子をもうけた。成人したのは7人であった。
- アウグスタ（1764年 - 1802年）
- ルイーゼ（1765年 - 1837年） - 1783年、ロイス＝グライツ侯ハインリヒ13世と結婚
- フリードリヒ・ヴィルヘルム（1768年  -1816年） - ナッサウ＝ヴァイルブルク侯
- カロリーネ（1770年 - 1828年） - ヴィート＝ルンケル侯カール・ルートヴィヒと結婚
- カール・フリードリヒ（1775年 - 1807年）
- アマーリエ（1776年 - 1841年） - 1793年、アンハルト＝ベルンブルク＝シャウムブルク＝ホイム侯ヴィクトル2世と結婚
- ヘンリエッテ（1780年 - 1857年） - 1797年、ヴュルテンベルク公ルートヴィヒ（ヴュルテンベルク王フリードリヒ1世の弟）と結婚